# Михаїл Р. Стурдза
Михаїл Р. Стурдза (рум. Mihail R. Sturdza; 28 серпня 1886, Тиргу-Окна — 5 лютого 1980, Мадрид) — румунський шляхтич і дипломат. Він був нащадком багатої і впливової сім'ї Стурдза, румунських поміщиків і політиків.

## Біографія
Був членом Залізної гвардії, міністром закордонних справ Румунії під час так званої націонал-легіонерської держави, після зречення короля Кароля II.
Після кількох дипломатичних посад (наприклад, у Відні, Будапешті і у Вашингтоні, як тимчасовий повірений у справах) Стурдза був в 1929 призначений міністром повпреда в Латвії, Естонії та Фінляндії, в Ризі. На цій посаді він виступав у 1932 представником Румунії в переговорах з Радянською Росією про угоду ненападу. Переговори закінчилися провалом.
В 1938 був послом Румунії в Данії. Нібито брав участь у вбивстві прем'єр-міністра Румунії Арманда Келінеску 21 вересня 1939.
Як міністр закордонних справ Стурдза разом з німецьким міністром закордонних справ Йоахімом фон Ріббентропом були присутні при підписанні 23 листопада 1940 Троїстого пакту з нацистською Німеччиною між Адольфом Гітлером і румунським главою уряду генералом Йоном Антонеску.
Після поразки Залізної гвардії в січні 1940 Стурдза послідував за лідером партії Хорієм Сімою у вигнання; спочатку в Софію (Болгарія), а потім в Німеччину та Данію. Стурдза став знову міністром закордонних справ в румунському пронацистському уряді з 10 грудня 1944 до кінця Другої світової війни.
Після Другої світової війни Стурдза виїхав в Данію, де залишався до 1947. Після цього він знайшов притулок у Іспанії, а потім в США, де підтримував міцні зв'язки з іншими членами Залізної Гвардії в вигнанні. Він написав кілька публікацій про історію рідної країни в міжнародних справах. У наступні роки брав участь в правих організацій. У 1968 опублікував мемуари. Помер 5 лютого 1980 в Мадриді.
Син Стурдзи, лейтенант Іліє Влад Стурдза, був одружений з донькою генерала Ґеорґе Аврамеску, який був заарештований НКВС та вбитий у березні 1945 г. Разом з генералом були заарештовані його родичи та знайомі, серед яких була і його дочка Фелічія, дружина лейтенанта Стурдзи, разом з 11-місячним сином. Вона покінчила життя самогубством, а сина передали родичам.